# Jardín botánico Dr. Miguel J. Culaciati
El Jardín Etnobotánico Dr. Miguel J. Culaciati, es un jardín botánico de 3,5 hectáreas de extensión, de administración privada sin ánimo de lucro, en Huerta Grande, Argentina. 
Es miembro del BGCI, y presenta trabajos para la Agenda Internacional para la Conservación en los Jardines Botánicos.
El código de identificación internacional del Jardín Etnobotánico Dr. Miguel J. Culaciati como miembro del "Botanic Gardens Conservation International" (BGCI), así como las siglas de su herbario es CULACI.
Este jardín botánico tiene lazos de cooperación con el Latin American Ethnobotanical Garden de la Universidad de Georgia, Estados Unidos.

## Localización
Está ubicado en el corazón de Argentina, en las Sierras de Córdoba, localidad de Huerta Grande, Valle de Punilla, a 80 km de la ciudad de Córdoba. Esta pintoresca región es famosa por su clima templado y por la variedad y cantidad de hierbas medicinales y aromáticas, cuyo uso tradicional es muy popular en todo el país.
Jardín Botánico Dr. Miguel J. Culaciati San Martín 668, Huerta Grande Provincia de Córdoba 5174 Argentina.
Planos y vistas satelitales.31°4′36.4794″S 64°29′30.84″O / -31.076799833, -64.4919000
- Promedio Anual de Lluvias: 700 mm
- Altitud: 978.00 m s. n. m.

## Historia
El jardín botánico fue diseñado por y plantado en los años 30 por el Dr. Culaciati y su esposa, María Hortensia Spinetto.
Desde su inauguración en el año 1989, el Jardín ha realizado actividades orientadas especialmente a grupos escolares, recibiendo la visita de numerosas instituciones educativas. Este es el primer Jardín Botánico privado del país dedicado a la Conservación a través de la educación ambiental.
En mayo de 1999, su actual Directora, María Paula Culaciati firmó un convenio de cooperación entre el State Botanical Garden of Georgia EE. UU. y el Jardín Etnobotánico “Dr. Miguel J. Culaciati”, desarrollaron la colección “ Especies Aromáticas y Medicinales Nativas de Alta Demanda Comercial”, con el objetivo de conservar la flora nativa, para promover su manejo sustentable y actividades de investigación. Cerca de 100 especies son colectadas por los habitantes de las comunidades rurales y para muchas familias es la principal fuente de ingresos.
Desde el 2003 tuvo un convenio de cooperación con la Facultad de Agronomía de la Universidad de Buenos Aires, (FAUBA) y para promover la “Estación Biológica Sierras”, centro de investigación científica y la carrera Licenciatura en Ciencias Ambientales, pero esta relación terminó en el 2010 por incumplimiento del convenio por parte de la FAUBA.

## Colecciones botánicas
Su colección se basa en 300 especies exóticas y autóctonas distribuidas en un parque de 3,5 ha. 
Entre ellas se pueden apreciar:
- Especies arbóreas y ornamentales de diversos orígenes,
- Plantas medicinales y aromáticas nativas,
- Colección de plantas sistemática,
- Colección de cactus,
- Colección de frutales
- Huerto con cultivos orgánicos.

El Jardín Etnobotánico cuenta con una importante infraestructura edilicia, la casa principal donde funciona la oficina administrativa, oficina de atención al público, baños, invernáculo y estacionamiento. Cuenta también con alojamiento y salones para realizar talleres cursos, seminarios y actividades afines.

## Actividades
El Jardín Botánico fue creado por su fundador, el Dr. Miguel Culaciati como entidad sin fines de lucro, colabora con las instituciones educativas públicas locales en forma totalmente gratuita. También realiza cursos, talleres y otras actividades culturales dirigidas al público en general.
Su objetivo principal es alentar un mejor manejo de los recursos naturales, especialmente la flora nativa. Enseñando sobre el mundo de las plantas para familiarizarse con ellas y su rol, para que de esta forma se valore y entienda la necesidad de conservación.
El Jardín es miembro de organismos internacionales como el Botanic Gardens Conservation International (BGCI), la Asociación latinoamericana y del Caribe de Jardines Botánicos (ALCJB) y también es miembro fundador de la Red Argentina de Jardines Botánicos.
Desde su fundación, el Jardín Culaciati participa activamente con la Agenda Internacional para la Conservación en los Jardines Botánicos, como es aconsejado por el BGCI (Botanic Gardens Conservation International).
Este documento, tan importante para la conservación, sugiere que los jardines botánicos deben fomentar la educación ambiental, la conservación in situ y ex situ y la asociación con otras entidades ambientalistas, así como también el desarrollo de proyectos que aporten a la salud y desarrollo de las comunidades, como en este caso, un centro de bienestar y rehabilitación, donde se cuide al ser humano a través y en su interrelación con el medio natural y las técnicas de salud propicias para una recuperación saludable.
En este sentido el Jardín Botánico está afiliado a la "Carta de la Tierra Internacional", siendo representante en la Argentina desde el 2007 de Earth Charter Iniciative, (La Iniciativa de la Carta de la Tierra) que es una red global y diversa de personas, organizaciones e instituciones que participan en la promoción y en la mejora de los valores y los principios de la Carta de la Tierra, la cual defiende los derechos fundamentales de esta, mancomunando esfuerzos para el bienestar y la conservación de nuestro planeta como legado para las futuras generaciones.